# Симфонический оркестр

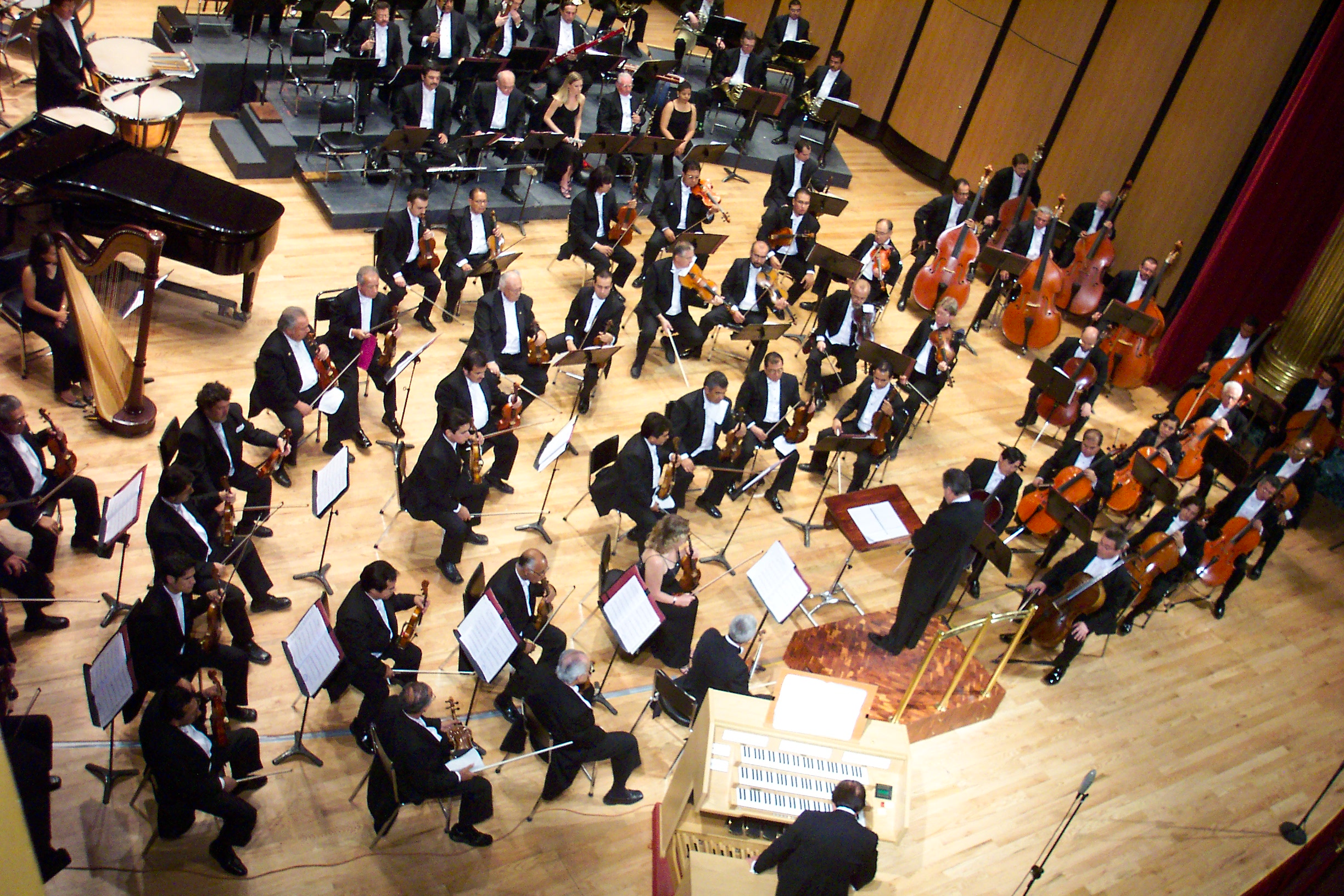
Филармонический оркестр Халиско

Симфони́ческий орке́стр — большой коллектив музыкантов для исполнения академической музыки, преимущественно западноевропейской традиции. В основных чертах (количество групп, состав инструментов) сложился в эпоху ранней венской классики в связи с появлением нового крупного жанра — классической симфонии (отсюда специфическое название). Позднее «симфонической» стала называться вообще любая музыка для данного инструментального состава — в том числе и созданная композиторами мировых национальных школ.

## История
Истоки симфонического оркестра прослеживают в европейском инструментальном музицировании XVI века, связывая его историю с совершенствованием струнных инструментов. В эпоху барокко оркестр нельзя было представить без клавесина, нередко в состав входили лютня, мандолины. «Классический» состав симфонического оркестра сложился в партитурах Л. ван Бетховена и в музыковедческой литературе именуется «бетховенским». В этот оркестр, помимо струнных смычковых инструментов, занявших в нём ведущее положение, — скрипок, альтов, виолончелей и контрабасов (так называемого смычкового квинтета, поскольку скрипки делятся на первые и вторые), — входили парные составы деревянных духовых инструментов (2 флейты, 2 гобоя, 2 кларнета и 2 фагота) и группа медных духовых (2, 3 или 4 валторны и 2 трубы); ударные были представлены литаврами.
Во второй половине XIX века «бетховенский» оркестр уже классифицировался как малый симфонический; большой состав оркестра, начало которому также положил Бетховен, в своей Девятой симфонии (1824), отличался от малого не только расширенным составом каждой секции, но и некоторыми дополнительными инструментами: в нём появились малая флейта, контрафагот, тромбоны, треугольник, тарелки и большой барабан. Позже, в эпоху романтизма в симфоническом оркестре появились арфы, тубы, английский рожок, колокола. Уже в 40-х годах XIX века оркестр Берлинской оперы при необходимости мог обеспечить состав в 14 первых и 14 вторых скрипок, 8 альтов, 10 виолончелей, 8 контрабасов, по 4 каждого из деревянных и медных духовых инструментов, литавры, большой барабан, тарелки и 2 арфы. Берлиоз в трактате об инструментовке описал оркестр ещё большего состава, который был необходим для исполнения его собственных партитур. Ещё большее число инструментов включает вагнеровский оркестр.
До начала XIX века дирижёр во время исполнения сам играл — обычно на клавесине или на скрипке. Однако постепенно дирижёры отказались от подобного совмещения.

## Состав

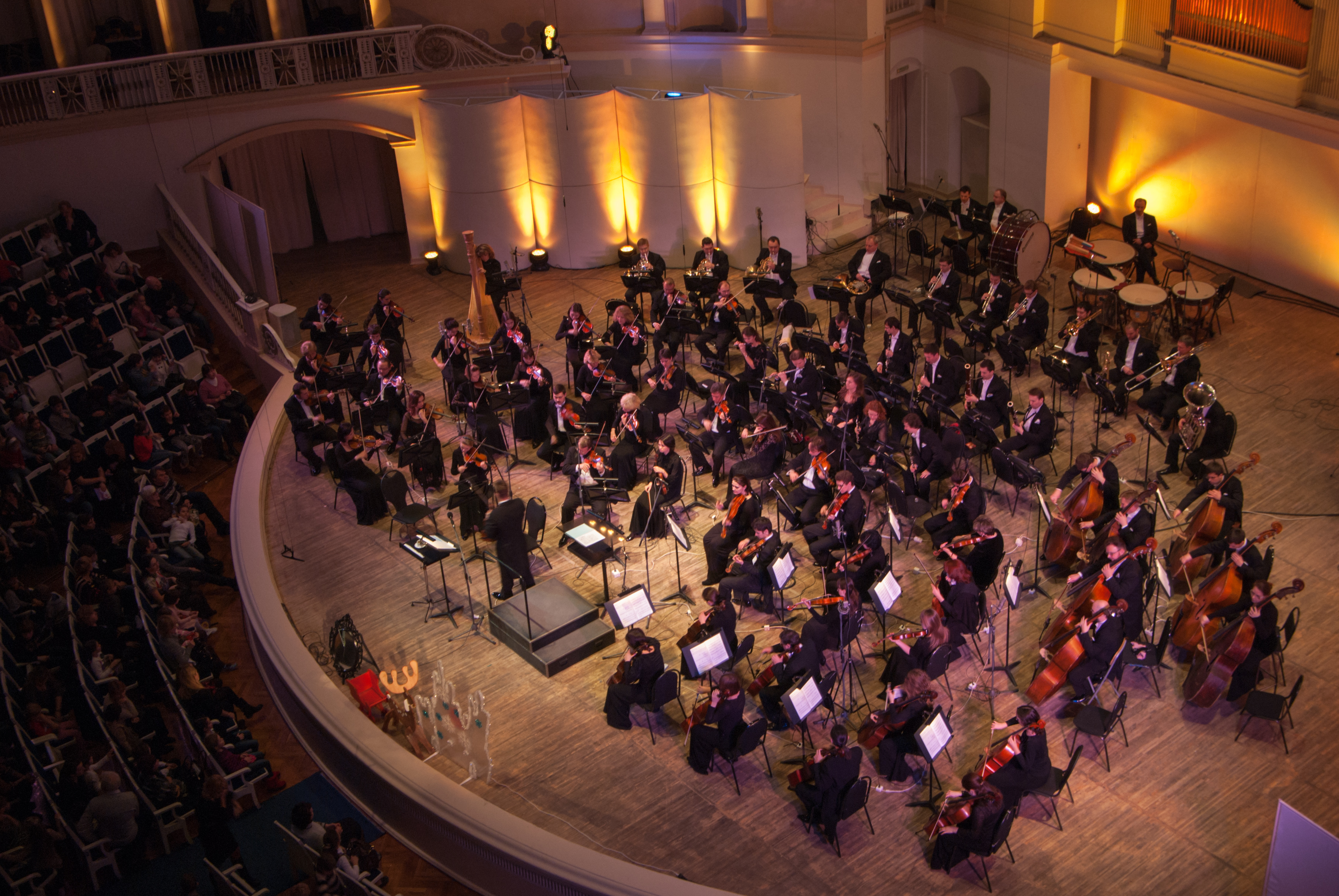
Академический симфонический оркестр Московской филармонии

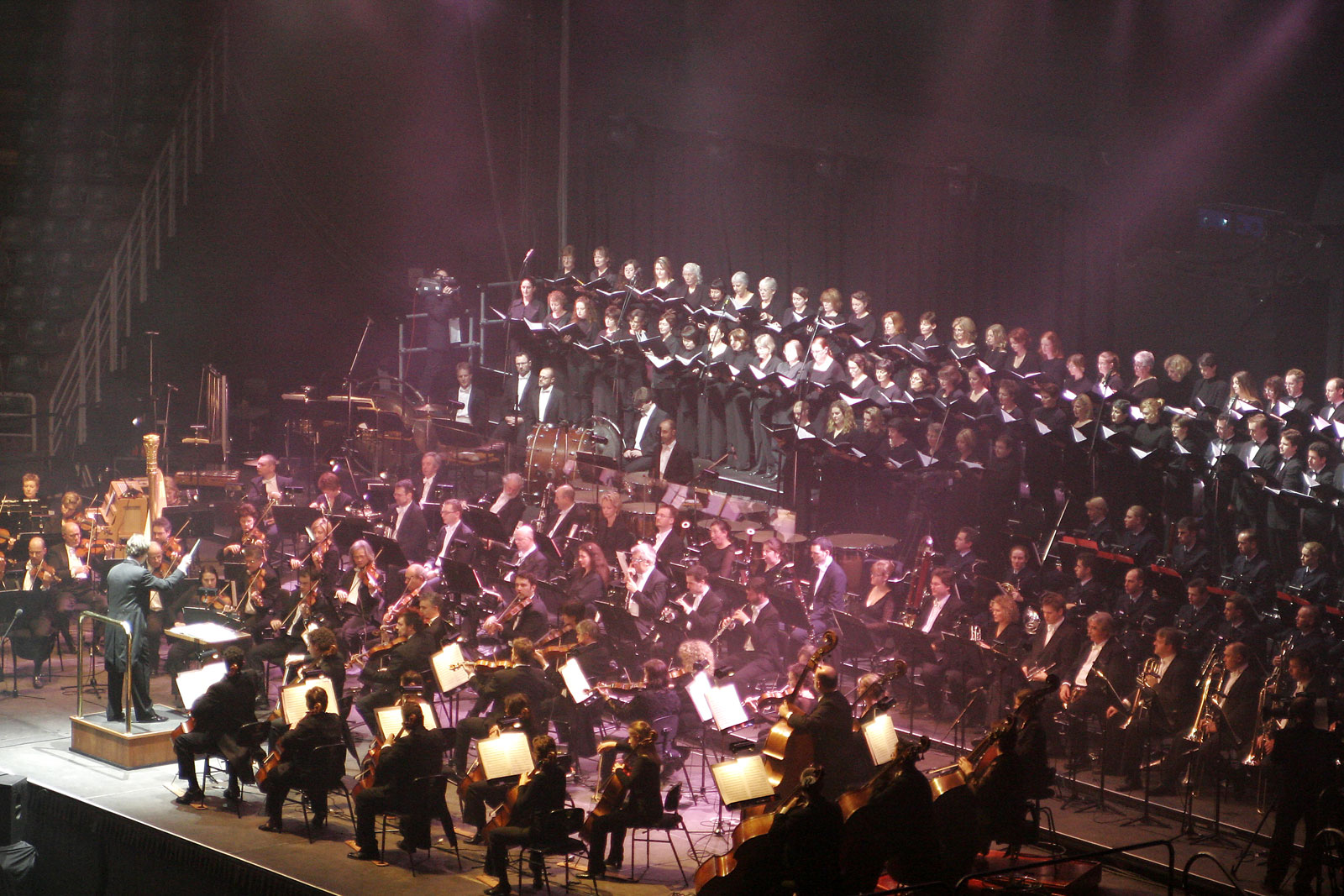
Симфонический оркестр и хор

Симфонический оркестр состоит из инструментов, история которых неразрывно связана с историей музыки Западной Европы. Музыка, которая пишется в расчёте на симфонический оркестр (также называемая «симфонической»), как правило, принимает во внимание стиль (жанровую специфику, музыкальный язык, вплоть до ограничений, налагаемых конструктивными особенностями данного инструмента), сложившийся в рамках европейской музыкальной культуры.

В отечественном музыковедении принято выделять два вида симфонического оркестра: большой и малый. Однако в этот ряд можно поставить также камерный и струнный оркестры. Все перечисленные коллективы имеют общую историю, структуру, традиции и т. д. Их фундамент составляет группа смычковых струнных инструментов.— С. Попов
Основу большого симфонического оркестра составляют четыре группы инструментов: струнные смычковые, деревянные духовые,  медные духовые и ударные. В ряде случаев в оркестр включаются и другие инструменты (прежде всего, арфа, фортепиано, челеста, клавесин).
Оркестр, требуемый для исполнения некоторых масштабных произведений XIX и XX веков, может включать в себя до 110 музыкантов. Оркестры поменьше могут состоять из не более чем пятидесяти исполнителей: такие коллективы или работают в малых городах, где существование полномасштабного оркестра экономически нецелесообразно, — или специализируются на исполнении более ранней музыки, рассчитанной на небольшие составы, и сочинений, предназначенных композиторами для более камерного музицирования, и могут называться камерными оркестрами.
Для обозначения размеров оркестра используется количество представленных в нём исполнителей на деревянных духовых инструментах: состав оркестра, в котором играют два флейтиста, два гобоиста (труб при этом также две, а валторн может быть одна или две пары) и т. д., называют двойным или па́рным, состав с тремя флейтистами и т. д. — тройным. В тройном составе к паре основных деревянных духовых инструментов добавляется его разновидность: к флейтам — флейта-пикколо, к гобоям — английский рожок, к кларнетам — бас-кларнет, к фаготам — контрафагот. При этом исполнитель на этих видах инструментов может совмещать их с основным типом, то есть флейтист-пикколист играть также и на третьей флейте, исполнитель на английском рожке — на третьем гобое, и т. д. При дальнейшем увеличении состава (четверном, пятерном) в группы деревянных духовых инструментов могут быть добавлены альтовая флейта, малый кларнет (пикколо) in Es, гобой д’амур, а в группы медных духовых — вагнеровские (валторновые) тубы, басовая труба или труба-пикколо, разные виды басовых туб, чимбассо.
Некоторые симфонические оркестры исполняют произведения неакадемического характера: популярные эстрадные песни, джазовые композиции, рок-хиты, саундтреки из известных кинофильмов и лёгкую инструментальную музыку эстрадно-джазового направления. В этом случае состав может дополняться такими инструментами, как саксофоны, гитары (акустические или электрические), бас-гитара, электронные клавишные, ударная установка, африканские и латиноамериканские ударные, аккордеон и т.п., благодаря чему такие коллективы иногда характеризуются как эстрадно-симфонические или симфоджазовые оркестры.

## Рассадка оркестра

Схема расположения инструментов

За время появления симфонических оркестров сменилось множество вариантов расположения музыкантов. Время помогло выработать определённый принцип расположения симфонического оркестра.
Во-первых — музыканты хорошо видят дирижёрскую палочку, если их рассадить веерообразно, а дирижёра поместить в месте предполагаемой оси веера.
Во-вторых — все однородные инструменты целесообразнее собрать вместе — в одну линию или группу. Это позволяет музыкантам лучше слышать друг друга в совместной игре и создает компактное, согласованное звучание каждой оркестровой группы.
В-третьих — звучность зависит и от того или иного размещения этих групп по отношению друг к другу.
Так как сила звука и количество инструментов в каждой группе оркестра не одинаковы, то хорошая рассадка помогает добиться равномерного звучания всего оркестра.
Ко второй половине XX века сложились два основных типа рассадки оркестра — немецкий и американский.
В России чаще используется американская рассадка.
Вдоль рампы располагаются первые скрипки (слева) и виолончели (справа). Вторые скрипки сидят позади первых, альты сидят за виолончелями справа. Контрабасы находятся за спиной у виолончелей. Посередине сцены расположены два ряда деревянных духовых инструментов (флейты, гобои и кларнеты, фаготы). За ними располагаются медные инструменты — трубы, валторны, тромбоны и туба. Ударные инструменты расположены дальше всего от слушателя — от левого края до центра сцены, где обычно расположены литавры. Арфы находятся с левой стороны от дирижёра.
Немецкая рассадка отличается от американской тем, что виолончели меняются местами со вторыми скрипками, а контрабасы — слева. Медные духовые инструменты сдвигаются направо, в глубь сцены, а валторны смещаются налево. Ударные при такой раскладке располагаются ближе к правой кулисе.
Решение о том, каким способом рассадить оркестр, принимает дирижёр.